# Gustav Freij
Gustav Freij (Malmö, Suecia, 17 de marzo de 1922- Malmö, 4 de agosto de 1973) fue un deportista sueco especialista en lucha grecorromana donde llegó a ser campeón olímpico en Londres 1948.

## Carrera deportiva
En los Juegos Olímpicos de 1948 celebrados en Londres ganó la medalla de oro en lucha grecorromana estilo peso ligero, por delante del noruego Aage Eriksen (plata) y del húngaro Károly Ferencz (bronce). Cuatro años después, en las Olimpiadas de Helsinki 1952 ganó la medalla de plata en la misma categoría. Y en las de Roma 1960 ganó el bronce en la misma categoría.